# Форма власності
Форма власності — це стійка система економічних відносин і господарських зв'язків, що зумовлює відповідний спосіб та механізм поєднання працівника і засобів виробництва.
В сучасних умовах економічною наукою використовується два підходи щодо їх класифікації: вертикально-історичний та горизонтально-структурний.

## Вертикально-історичний підхід
Відповідно до цього підходу визначаються історичні форми власності, котрі виникали та розвивались у процесі тривалої еволюції суспільства та його складової — економічних відносин. Кожна суспільно-економічна формація базувалась на відповідній формі власності, яка потім змінювалась іншою, але на більш високому рівні розвитку продуктивних сил суспільства. Форми власності, котрі виникали на тій або іншій стадії розвитку людського суспільства, відображали особливості привласнення засобів і результатів виробництва, основного суб'єкта, який зосереджує в своїх руках права власності.
Історичні форми власності:
- Первісно-общинна — для неї характерні однакові права всіх членів общини на панівний об'єкт власності — землю, а також на засоби праці й результати виробництва.
- Рабовласницька — характеризується абсолютною концентрацією прав власності рабовласника на засоби виробництва, результати праці й на працівника (раба).
- Феодальна — передбачає абсолютні права власності феодала на землю й обмежені права на працівника (селянина-кріпака).
- Капіталістична — характеризується зосередженням прав власності підприємця на засоби та результати праці і відсутністю власності на найманого робітника, який має особисту свободу.

## Горизонтально-структурний підхід
Відповідно до горизонтально-структурного підходу для класифікації економічних форм власності, її видів і типів, як критерії використовуються рівень розвитку продуктивних сил, характер поєднання працівника із засобами виробництва, правочинність суб'єктів відносин власності на ресурси, результати та управління виробництвом, механізм розподілу доходу тощо.
Відповідно до цього підходу з усього різноманіття відносин власності відокремлюється два основних типи власності: приватна і суспільна.
Приватна власність характеризується тим, що засоби виробництва, а отже, і вироблений продукт належать приватним особам, на основі їх виняткового права на володіння, користування і розпорядження об'єктом власності, коли його власником є юридична або фізична особа.
Приватні форми власності:
- Індивідуально-трудова
  1. Одноосібна
  2. Сімейна
- З найманою працею
  1. Індивідуальна із застосуванням найманої праці
  2. Партнерська
  3. Корпоративна (акціонерна)

Суспільна власність означає спільне привласнення засобів виробництва і його результатів. Суб'єкти суспільної власності відносяться один до одного як рівноправні співвласники. У цих умовах основною формою індивідуального привласнення стає розподіл доходу, а мірою його розподілу — праця.
Суспільні форми власності:
- Державна
  1. Загальнодержавна
  2. Комунальна (муніципальна)
- Колективна
  1. Власність колективу підприємства
  2. Кооперативна
  3. Власність громадських організацій
  4. Власність релігійних і культових організацій